# Мельничук, Дмитрий Алексеевич
Дмитрий Алексеевич Мельничук (род. 5 ноября 1943) — экс-ректор Национального университета биоресурсов и природопользования Украины, Киев, Герой Украины (2003).
Доктор биологических наук, академик Национальной академии наук Украины и Украинской академии аграрных наук, Почётный профессор колледжа сельского хозяйства Университета штата Айова (США, 1996), почётный доктор Берлинского университета, почетный сенатор Сената штата Луизиана (США, 1999). Президент Украинского биохимического общества (1994).

## Биография
Родился 5 ноября 1943 года в с. Марийка, Жашковского района Черкасской области. Украинец.

### Образование
- Окончил Украинскую сельскохозяйственную академию, ветеринарный факультет (1959—1964), ветеринарный врач.
- Аспирант кафедры биохимии Украинской сельскохозяйственной академии (1965—1968).
- Кандидатская диссертация «Влияние веществ, которые активизируют реакции карбоокисления, на некоторые обменные процессы и продуктивность животных» (Украинская сельскохозяйственная академия, 1968).
- Докторская диссертация «Углекислота как фактор регуляции обмена веществ у животных» (Институт биохимии АН Украины, 1978).

### Деятельность
- 1965 — ветеринарный врач семенного совхоза им. Жданова Винницкой области.
- 1965−1968 — аспирант.
- 1968−1969 — ассистент кафедры биологической химии Украинской сельскохозяйственной академии.
- 1969−1972 — младший научный сотрудник.
- 1972−1982 — старший научный сотрудник.
- 1982−1984 — заведующий лаборатории обмену веществ Института биохимии АН Украины.
- 1979−1984 — заведующий кафедры биохимии.
- С 1984 — ректор Украинской сельскохозяйственной академии (с 1992 — Украинский государственный аграрный университет, с 1994 — Национальный аграрный университет, с 2008 — Национальный университет биоресурсов и природопользования Украины).

### Семья
- Отец — Алексей Прохорович (род. 1924).
- Мать — Анна Павловна (1925—1986).
- Жена — Татьяна Федоровна (род. 1948).
- Дети — сыновья Сергей (род. 1970) и Максим (род. 1973).

## Награды и заслуги
- Герой Украины (с вручением ордена Державы, 05.11.2003).
- Кавалер Ордена «За заслуги» трёх степеней.

Награждён:
- Медалью «За трудовую доблесть» (1973).
- «Знаком почёта» Министерства аграрной политики Украины (2001).
- Орденом им. М. В. Ломоносова (Российская Федерация, 2008).
- Орденом «За заслуги» (Франция, 2009).
- «Знаком почёта» Национальной академии наук Украины (2014).

Лауреат Государственной премии УССР в области науки и техники (1984).
Заслуженный деятель науки и техники УССР (1990).
Почётный сенатор Сената штата Луизиана (США).
Почётный доктор:
- Берлинского университета им. Гумбольдта (Германия);
- Гентского университета (Бельгия),
- Люблянского университета естественных наук (Польша);
- Российского государственного аграрного университета им. К. А. Тимирязева (МСХА);
- Астраханского технического университета (Российская Федерация).

Почётный профессор:
- Университета штата Айова (США).
- Университета штата Арканзас (США).
- Варшавского университета наук о жизни.
- Казахского национального аграрного университета.

- Выездной профессор Токийского аграрного университета (Япония).

- Член Высшего Совета при Генеральном директоре Продовольственной и сельскохозяйственной организации ООН (2010—2013 гг.).

- Лауреат Международной премии «Дружба» (1995).
- Почётный ветеран Киева (2011).